# Предяма
Предяма (словен. Predjama) — поселення в общині Постойна, Регіон Нотрансько-крашка, Словенія. Висота над рівнем моря: 508,8 м.

## Пам'ятки

### Замок

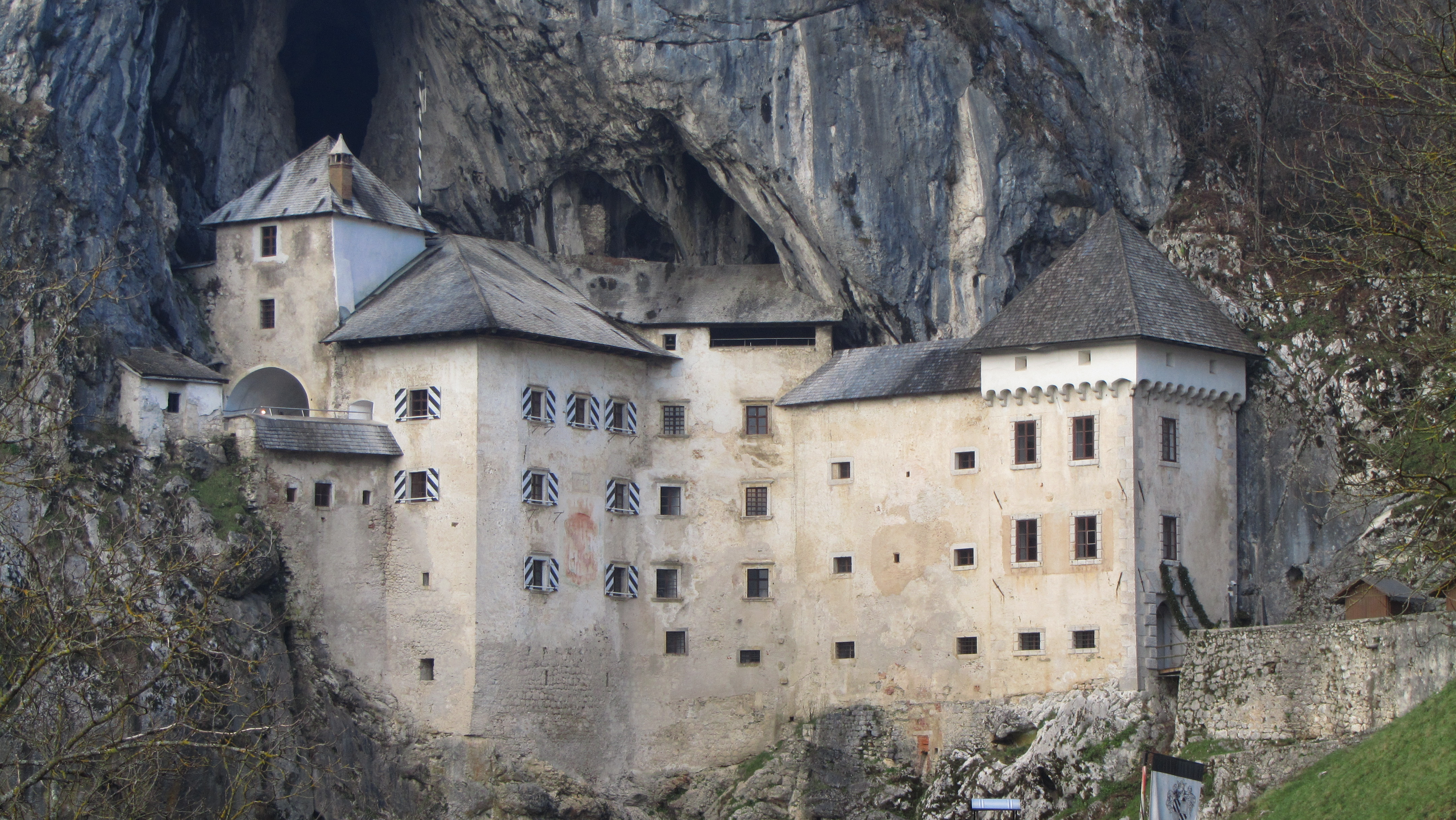
Предямський замок

Предямський замок,  Ренесансний замок є великою туристичною визначною пам'яткою в Словенії, розташований при вході в печеру трохи вище поселення.